# Ferro-ferri-kaersutite
La ferro-ferri-kaersutite è un minerale ipotetico, un anfibolo appartenente al gruppo degli ossi-anfiboli.
I minerali ipotetici sono nomi assegnati dall'IMA ai termini di una serie non ancora trovati in natura oppure a sostanze artificiali per cui si presume anche l'esistenza in natura. Nel caso specifico è stato definito nella revisione della nomenclatura degli anfiboli del 2012 (IMA 2012) ma non è ancora stato trovato in natura.